# Roodvoorhoofdkanarie
De roodvoorhoofdkanarie of roodvoorhoofdgirlitz (Serinus pusillus) is een zangvogel uit de familie van vinkachtigen (Fringillidae).

## Kenmerken
De volwassen Roodvoorhoofdkanarie heeft een lengte tussen 11,5 cm en 12 cm en heeft een spanwijdte tussen de 18 cm en de 20 cm. Het volwassen mannentje is te herkennen aan zijn fel rode voorhoofd (waarnaar de soort ook vernoemd is), donkere snavel en zwart hoofd.

## Verspreiding en leefgebied
Deze soort komt voor in centraal en zuidelijk centraal Azië.